# 23748 Kaarethode
23748 Kaarethode è un asteroide della fascia principale. Scoperto nel 1998, presenta un'orbita caratterizzata da un semiasse maggiore pari a 2,2761063 UA e da un'eccentricità di 0,1688738, inclinata di 5,38187° rispetto all'eclittica.